# Fernando Abad
Pour les articles homonymes, voir Abad.
Fernando Antonio Abad (né le 17 décembre 1985 à La Romana en République dominicaine) est un lanceur de relève gaucher de la Ligue majeure de baseball.

## Carrière
| \| 1 2 3 4 5 6 7 8 9 10 11 12 13 14 15 16 17 18 19 20 \| Localisation des franchises où Fernando Abad a joué: - 1 - Astros de Houston - 2 - Nationals de Washington - 3 - Athletics d'Oakland - 4 - Twins du Minnesota - 5 - Red Sox de Boston - 6 - Giants de San Francisco - 7 - Orioles de Baltimore - 8 - Astros de Greeneville - 9 - ValleyCats de Tri-City - 10 - Legends de Lexington - 11 - JetHawks de Lancaster - 12 - Hooks de Corpus Christi - 13 - Express de Round Rock - 14 - RedHawks d'Oklahoma City - 15 - Chiefs de Syracuse - 16 - River Cats de Sacramento - 17 - Flying Squirrels de Richmond - 18 - Tides de Norfolk - 19 - Rainiers de Tacoma - 20 - Isotopes d'Albuquerque |
| 1 2 3 4 5 6 7 8 9 10 11 12 13 14 15 16 17 18 19 20 |

### Astros de Houston
Signé à titre d'agent libre par les Astros de Houston en 2002, Fernando Abad commence sa carrière en ligue mineure avec les Dominican Summer Astros, un club affilié à la franchise de Houston évoluant en Ligue d'été de République dominicaine et basé à San Pedro de Macoris. Il remporte cinq décisions sur sept comme lanceur partant et lanceur de relève tout en maintenant une excellente moyenne de points mérités de 1,32. Il gravit les échelons dans les années suivantes et atteint le niveau Double-A en 2009 chez les Hooks de Corpus Christi de la Ligue du Texas.
Le 24 juillet 2010, Abad est rappelé de Corpus Christi et intégré à l'effectif de 40 joueurs des Astros de Houston. Il lance pour la première fois au niveau majeur le 28 juillet alors qu'il est appelé en relève contre les Cubs de Chicago. Le 1er août, il est retourné aux ligues mineures, mais cette fois en classe Triple-A avec l'Express de Round Rock de la Ligue de la côte du Pacifique.
Il remporte sa première victoire dans les majeures le 7 avril 2011 sur les Reds de Cincinnati. En 29 sorties comme releveur pour les Astros cette saison-là, il affiche une moyenne de points mérités très élevée (7,32) en 19 manches et deux tiers lancées.

### Nationals de Washington

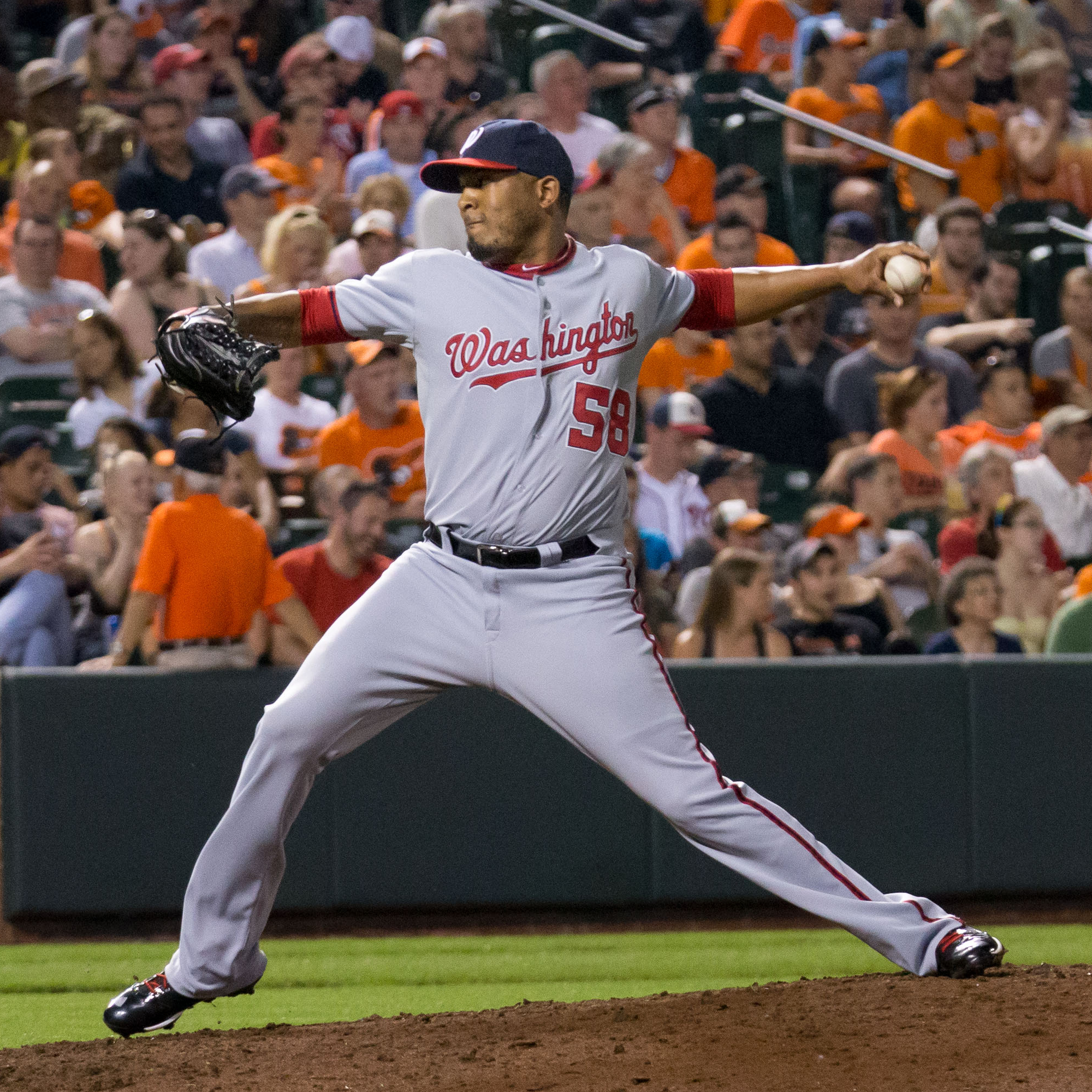
Fernando Abad en 2013 avec les Nationals de Washington.

Il rejoint les Nationals de Washington en 2013 après trois saisons à Houston. Il lance 37 manches et deux tiers en 39 matchs pour Washington en 2013. Sa moyenne de points mérités s'élève à 3,35. Il ne remporte aucune victoire contre trois défaites.

### Athletics d'Oakland
Le 25 novembre 2013, Washington échange Abad aux Athletics d'Oakland contre John Wooten, un voltigeur des ligues mineures. Abad connaît la meilleure saison de sa carrière en 2014 avec Oakland : en 69 sorties et 57 manches et un tiers lancées en relève, sa moyenne de points mérités ne se chiffre qu'à 1,57. C'est la plus basse chez les A's cette année-là. Il n'accorde qu'un point au cours des deux derniers mois de la campagne. Après le match du 22 juin, il n'accorde plus de point jusqu'au 20 septembre et a blanchi l'adversaire pendant 15 manches consécutives.
Sa saison 2015 est beaucoup plus ardue avec une moyenne de points mérités de 4,15 en 62 sorties au monticule et 47 manches et deux tiers lancées. Les frappeurs gauchers, qui n'ont obtenu qu'une moyenne au bâton de ,177 contre lui en 2014, frappent pour ,277 contre Abad en 2015.
Il quitte Oakland au terme de deux saisons, y ayant conservé une moyenne de 2,74 points mérités accordés par partie en 105 manches lancées.

### Twins du Minnesota
Le 17 décembre 2015, Abad signe un contrat des ligues mineures avec les Twins du Minnesota.

### Red Sox de Boston
Après avoir commencé la saison 2016 au Minnesota, Abad est échangé aux Red Sox de Boston le 1er août 2016 en retour du lanceur droitier Pat Light.

## Statistiques

### Ligue majeure
| Saison | Équipe                  | G   | GS | CG | SHO | V | D  | SV | IP    | SO  | ERA  |
| ------ | ----------------------- | --- | -- | -- | --- | - | -- | -- | ----- | --- | ---- |
| 2010   | Astros de Houston       | 22  | 0  | 0  | 0   | 0 | 1  | 0  | 19,0  | 12  | 2,84 |
| 2011   | Astros de Houston       | 29  | 0  | 0  | 0   | 1 | 4  | 0  | 19,2  | 15  | 7,32 |
| 2012   | Astros de Houston       | 37  | 6  | 0  | 0   | 0 | 6  | 0  | 46,0  | 38  | 5,09 |
| 2013   | Nationals de Washington | 39  | 0  | 0  | 0   | 0 | 3  | 0  | 37,2  | 32  | 3,35 |
| 2014   | Athletics d'Oakland     | 69  | 0  | 0  | 0   | 2 | 4  | 0  | 57,1  | 51  | 1,57 |
| 2015   | Athletics d'Oakland     | 62  | 0  | 0  | 0   | 2 | 2  | 0  | 47,2  | 45  | 4,15 |
| 2016   | Twins du Minnesota      | 39  | 0  | 0  | 0   | 1 | 4  | 1  | 34,0  | 29  | 2,65 |
| 2016   | Red Sox de Boston       | 18  | 0  | 0  | 0   | 0 | 2  | 0  | 12,2  | 12  | 6,39 |
| 2017   | Red Sox de Boston       | 48  | 0  | 0  | 0   | 2 | 1  | 1  | 43,2  | 37  | 3,30 |
| 2019   | Giants de San Francisco | 21  | 0  | 0  | 0   | 0 | 2  | 0  | 13,0  | 9   | 4,15 |
| 2021   | Orioles de Baltimore    | 16  | 0  | 0  | 0   | 0 | 0  | 0  | 17,2  | 10  | 5,60 |
| Totaux | Totaux                  | 400 | 6  | 0  | 0   | 8 | 29 | 2  | 348,1 | 290 | 3,77 |

Note : G = Matches joués ; GS = Matches comme lanceur partant ; CG = Matches complets ; SHO = Blanchissages ; 
V = Victoires ; D = Défaites ; SV = Sauvetages ; IP = Manches lancées ; SO = Retraits sur des prises ; ERA = Moyenne de points mérités.

### Ligue mineures
| Saison | Niveau  | Équipe                       | G  | GS | CG | SHO | V | D | SV | IP | SO | ERA |
| ------ | ------- | ---------------------------- | -- | -- | -- | --- | - | - | -- | -- | -- | --- |
| 2006   | Rookie  | DSL Astros                   | 15 |    |    |     |   |   |    |    |    |     |
| 2007   | Rookie  | Astros de Greeneville        | 17 |    |    |     |   |   |    |    |    |     |
| 2007   | Short-A | ValleyCats de Tri-City       | 2  |    |    |     |   |   |    |    |    |     |
| 2008   | A       | Legends de Lexington         | 45 |    |    |     |   |   |    |    |    |     |
| 2009   | AA      | JetHawks de Lancaster        | 41 |    |    |     |   |   |    |    |    |     |
| 2009   | A+      | Hooks de Corpus Christi      | 3  |    |    |     |   |   |    |    |    |     |
| 2010   | A+      | Hooks de Corpus Christi      | 14 |    |    |     |   |   |    |    |    |     |
| 2010   | AAA     | Express de Round Rock        | 5  |    |    |     |   |   |    |    |    |     |
| 2011   | Rookie  | FCL Astros                   | 2  |    |    |     |   |   |    |    |    |     |
| 2011   | AAA     | RedHawks d'Oklahoma City     | 29 |    |    |     |   |   |    |    |    |     |
| 2012   | AAA     | RedHawks d'Oklahoma City     | 13 |    |    |     |   |   |    |    |    |     |
| 2013   | AAA     | Chiefs de Syracuse           | 17 |    |    |     |   |   |    |    |    |     |
| 2019   | AAA     | River Cats de Sacramento     | 38 |    |    |     |   |   |    |    |    |     |
| 2019   | AA      | Flying Squirrels de Richmond | 3  |    |    |     |   |   |    |    |    |     |
| 2021   | AAA     | Tides de Norfolk             | 26 |    |    |     |   |   |    |    |    |     |
| 2022   | AAA     | Rainiers de Tacoma           | 40 |    |    |     |   |   |    |    |    |     |
| 2023   | AAA     | Isotopes d'Albuquerque       | 4  |    |    |     |   |   |    |    |    |     |
| Totaux |         |                              |    |    |    |     |   |   |    |    |    |     |

Note : G = Matches joués ; GS = Matches comme lanceur partant ; CG = Matches complets ; SHO = Blanchissages ; 
V = Victoires ; D = Défaites ; SV = Sauvetages ; IP = Manches lancées ; SO = Retraits sur des prises ; ERA = Moyenne de points mérités.